# Liste der Pfarren im Dekanat Mattersburg
Das Dekanat Mattersburg ist ein Dekanat der römisch-katholischen Diözese Eisenstadt.

## Pfarren mit Kirchengebäuden
| Pfarre                   | Seelsorgeraum | Patrozinium       | Kirchengebäude                                    | Bild |
| ------------------------ | ------------- | ----------------- | ------------------------------------------------- | ---- |
| Bad Sauerbrunn           | St. Klemens   | Mariä Himmelfahrt | Pfarrkirche Bad Sauerbrunn                        |      |
| Forchtenstein            |               | Mariä Himmelfahrt | Pfarrkirche Forchtenstein                         |      |
| Hirm                     |               | Hl. Rochus        | Pfarrkirche Hirm                                  |      |
| Kleinfrauenhaid          |               | Mariä Himmelfahrt | Pfarrkirche Kleinfrauenhaid                       |      |
| Krensdorf                | St. Klemens   | Hl. Sigismund     | Pfarrkirche Krensdorf                             |      |
| Marz                     | Am Kogelberg  | Mariä Krönung     | Pfarrkirche Marz                                  |      |
| Mattersburg              |               | Hl. Martin        | Pfarrkirche Mattersburg                           |      |
| Neudörfl an der Leitha   | St. Klemens   | Mariä Geburt      | Pfarrkirche Neudörfl an der Leitha                |      |
| Pöttsching               | St. Klemens   | Hl. Nikolaus      | Pfarrkirche Pöttsching                            |      |
| Rohrbach bei Mattersburg | Am Kogelberg  | Hl. Sebastian     | Pfarrkirche Rohrbach bei Mattersburg              |      |
| Schattendorf             | Am Kogelberg  | Hl. Michael       | Pfarrkirche Schattendorf Filialkirche Loipersbach |      |
| Sieggraben               |               | Kreuzerhöhung     | Pfarrkirche Sieggraben                            |      |
| Sigleß                   | St. Klemens   | Allerheiligen     | Pfarrkirche Sigleß                                |      |
| Walbersdorf              |               | Hl. Leonhard      | Pfarrkirche Walbersdorf                           |      |
| Wiesen                   |               | Hl. Geist         | Neue Pfarrkirche Wiesen Alte Pfarrkirche Wiesen   |      |

## Dekanat Mattersburg
Mit 1. Jänner 2016 wurde die Pfarre Antau ausgegliedert und dem Dekanat Rust eingegliedert. Mit 28. Juni 2020 wurden die Pfarren Baumgarten und Draßburg ausgegliedert und dem neu errichteten Dekanat Trausdorf eingegliedert. Das Dekanat umfasst damit 15 Pfarren. 
Dechanten
- Harald J. Schremser, Pfarrer in Kleinfrauenhaid und Hirm[3]